# Bóng cây Kơ-nia

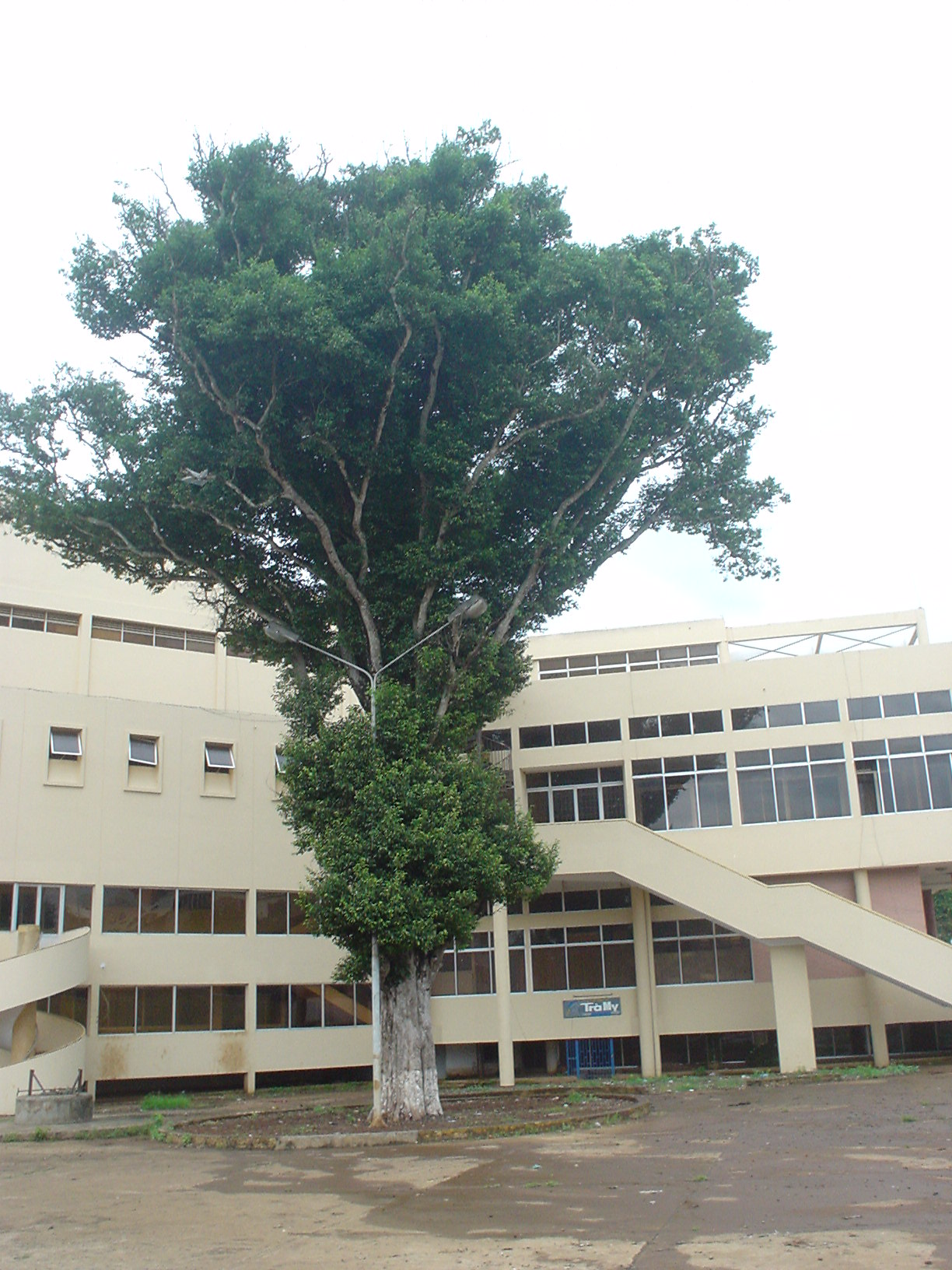
Cây Kơ nia

Bóng cây Kơ-nia là bài thơ của nhà thơ Ngọc Anh phỏng dịch dân ca Hrê, được viết trong những năm 1957–1958. Bài thơ đã được nhiều nhạc sĩ phổ nhạc, trong đó nổi tiếng nhất phải kể đến là 2 ca khúc cùng tên của nhạc sĩ Phan Huỳnh Điểu và nhạc sĩ Phan Thanh Nam.

## Bài thơ
Nhà thơ, nhà báo Ngọc Anh, tên thật Nguyễn Ngọc Anh (1932–1964) sinh tại Đại Lộc, Quảng Nam. Ông tham gia chiến đấu chống Mỹ từ năm 1957 tại chiến trường Tây Nguyên và mất vào năm 1964 tại Kon Tum. Ông đóng góp một số công trình nghiên cứu về văn hoá Tây Nguyên và một số bài thơ được công chúng đón nhận.
Bài thơ Bóng cây Kơ-nia được sáng tác trong những năm 1957–1958 (theo nhà văn Nguyên Ngọc) lúc tác giả đang làm việc tại Ban Văn Sử Địa Trung ương. Bài thơ được in trong tập thơ Tiếng hát miền Nam do Nhà xuất bản Văn học in năm 1959. Bài thơ được phỏng dịch theo điệu Kachoi của dân ca Hrê. Nguyên văn bài thơ:
Trời sáng em lên rẫy
Thấy bóng cây Kơ nia
Bóng ngả che ngực em
Về nhớ anh, không ngủ…
Buổi chiều mẹ lên rẫy
Thấy bóng cây Kơ nia
Bóng tròn che lưng mẹ
Về nhớ anh mẹ khóc...
Em hỏi cây Kơ nia:
– Gió mày thổi về đâu?
– Về phương mặt trời mọc,
Mẹ hỏi cây Kơ nia:
– Rễ mày uống nước đâu?
– Uống nước nguồn miền Bắc.
Con giun sống nhờ đất
Chim phí sống nhờ rừng
Em và mẹ nhớ anh
Uống theo nguồn miền Bắc
Như bóng cây Kơ nia
Như gió cây Kơ nia.

## Bài hát của Phan Thanh Nam
Bài hát Bóng cây Kơ-nia được nhạc sĩ Phan Thanh Nam phổ thơ Ngọc Anh trước ca khúc nổi tiếng hơn của nhạc sĩ Phan Huỳnh Điểu. Bài hát khá nổi tiếng và được ca sĩ Tường Vi thể hiện thành công, đã được phát trên sóng của Đài Tiếng nói Việt Nam. Ca khúc da diết tình cảm, nhiều cao trào, tuy nhiên giai điệu trúc trắc và hơi khó nghe nên sau này không được các ca sĩ thể hiện lại.

## Bài hát của Phan Huỳnh Điểu
Nhạc sĩ Phan Huỳnh Điểu sáng tác ca khúc này vào năm 1971 sau 6 năm công tác ở chiến trường miền Nam và Tây Nguyên. Ca khúc đầu tiên được NSƯT Măng Thị Hội (lúc này vẫn đang học tại Nhạc viện Hà Nội) thể hiện thành công và được nhạc sĩ Phan Huỳnh Điểu đánh giá là người thể hiện thành công nhất. Ca khúc ra đời đã được công chúng yêu thích và đón nhận. Sau này bài hát đã được nhiều nghệ sĩ khác thể hiện và được hát nhiều trong các cuộc thi Sao Mai, Tiếng hát truyền hình các địa phương...
Nhạc sĩ Phan Huỳnh Điểu đã dùng chất liệu âm nhạc dân gian Tây Nguyên tạo nên một ca khúc sâu lắng, trữ tình lúc tha thiết nhớ nhung (đoạn đầu), lúc thôi thúc dồn dập (đoạn sau), lúc vang vọng nhắn nhủ (đoạn kết) làm rung động biết bao người nghe.